# Lex Luthor
Alexander "Lex" Luthor egy kitalált szuper-bűnöző, aki az amerikai képregényekben, általában Superman ellenségeként jelenik meg a DC Comics képregényeiben. Kitalálói Jerry Siegel és Joe Shuster, akik az Action Comics #23-ban mutatták be a karaktert.
Lex egy hataloméhes amerikai milliárdos, bizniszmágnás, tehetséges tudós, feltaláló, Metropolis városának filantrópja és az egyik legokosabb ember a földön. Egy karizmatikus és jól ismert személy, akinek célja megszabadítani a világot az idegen Supermantől, aki az ő szemszögéből egy veszélyforrás az emberiséggel szemben és akadály a tervei kivitelezésében. Tekintve, hogy magas a státusza a bűnözők között, más hősökkel is gyakran kerül konfliktusba, mint Batman, vagy más hősök a DC univerzumból.
Lexnek nincsenek különleges képességei és általában kopaszként jelenik meg. Legtöbb esetben normális öltönyt visel, vagy egy magas szintű harci ruhát, mely olyan képességeket ad neki, mint különleges erő, repülés, valamint különleges fegyverek használata. Lex a LexCorp vállalat tulajdonosa, itt dolgozik asszisztense és verőembere, Mercy Graves is. Luthor gondosan alkotta meg közéleti személyiségét, hogy ne keveredjen gyanúba és ne tartóztathassák le.
A karakter 4. helyen áll az IGN Top 100 képregényes gonosz listáján valamint 8. a Wizard magazin által összeállított Top 100 gonosztevő listán. Luthort továbbá "megagonosznak" jellemezte a képregénykritikus Peter Sanderson. Mozifilmes megformálói Lyle Talbot, Gene Hackman, Kevin Spacey, és Jesse Einsenberg, televíziós sorozatokban John Shea, Michael Rosenbaum és Jon Cryer alakították.

## A képregényekben
Lex apja, Lionel Luthor fiatalsága egy részét Metropolis nyomornegyedében töltötte. 13 éves korában a szülei robbanásban meghaltak (mint később kiderült ezt Lionel tervelte ki ellenük), röviddel utána Lionel felvette az életbiztosításukat. Ebből az összegből indította el vállalkozását, a LuthorCorpot. Lionel eszközei azonban üzletkötések közben nem voltak mindig tiszták. A gyakori bűnügyek dacára sikerült tisztának maradnia a törvény szemében. Az apja mindig szerette volna, ha Lex ugyanolyan eszközökkel, és kíméletlenül vezeti a céget, mint ő. Lex Luthor remélte, hogy meggyőzheti Supermant, hogy támogassa őt, de a szuperhős inkább a metropolisi polgármester oldalára állt. Ekkor a felbőszült Luthor megesküdött, hogy egy nap holtan fogja látni Supermant.
Luthor megpróbálta kideríteni, hogy ki is Superman. Amikor az ügynökei azt jelentették, hogy Superman valójában Clark Kent, Luthor nem hitt nekik. Lex szerzett Kriptonitot és egy kis darabból gyűrűt készíttetett, hogy megvédje magát Supermantől. Ezzel sakkban tartotta Supermant, de végül rá is hatással volt a Kryptonit, és először elvesztette a kezét, majd a végén beteg lett a Kriptonit hosszas sugárzásától. Egy repülőút után a világ gyászolta Lex Luthort, aki látszólag egy repülőbalesetben halt meg. De titokban Luthor az agyát egy újonnan teremtett klón testébe helyezték. Azonban később a klón-test elkezdett haldokolni. A felépülés hosszú időt vett igénybe. Később Lexnek egy lánya is született, Lena.
Luthor élt a lehetőséggel, hogy kiiktassa a Daily Planet-et, amikor az eladó volt. Megvette és bezárta. Ezáltal pedig elbocsátotta majdnem az összes alkalmazottat, beleértve Clark Kentet is. Luthor a Planet helyett létrehozta a LexComot, egy internetalapú hírkonglomerátumot. Lois Lane volt a néhány alkalmazott közül az egyik, aki állásajánlatot kapott a LexComnál. Luthor megpróbálta befolyásolni Loist azzal, hogy az ellenőrzése alatt tartotta az irodában, és azzal, hogy a férjét, Clark Kentet munkanélküliségbe taszította.
Lex titokzatos módon eladta a Daily Planetet. Az újság újra elindult, Lois, Jimmy, Perry és Clark megint együtt dolgoztak a nagy metropolisi újságnál. Az egyetlen csel és az eladás mögött egy sötét alku volt Lois Lane-nel. A megállapodásuk szerint Loisnak nem szabad nyomoznia Lex Luthor hamarosan meginduló elnökválasztási kampányának hátterében álló zavaros ügyletek után. Mindenki hatalmas meglepetésére Luthor nem csak Pete Rosst, a régebbi szenátort tette alelnökjelöltjévé, de neki voltaképp sikerült megnyernie az egész választást. Luthor kihasználta, hogy Bush és Gore egymással harcolnak. Nevető harmadikként megnyerte a választást. Batman és Superman ekkor szövetséget kötöttek: amikor eljön a pillanat, el fogják távolítani Lexet a hivatalából. Luthor a választási kampányában azt ígérte, hogy megosztja jó szerencséjét minden amerikai polgárral, a hatalmas gazdasági újjászervezésen és a főbb egészségügyi reformokon keresztül. Megígérte, hogy nem fog több gyerek éhezni és egyetlen ártatlan sem fog szenvedi az ő ügyintézése alatt.
Luthor végtelenül boldog volt, hogy elnöki pozíciójával felülmúlta az „idegent”, Supermant. Luthor újrafestette a Fehér Házat ólomfestékkel. Így Superman röntgenlátásával már nem látott be az épületbe.
Mint az Amerikai Egyesült Államok elnöke, Luthor megbízott egy csoportot, hogy tartóztassák le Supermant. Batman segítségével Superman elkerülte a letartóztatást. Sikerült neki terhelő bizonyítékot is szereznie Luthor elnök ellen. Luthor még egyszer felvette a harcot ellenfeleivel, de Batman és Superman legyőzte őt. Az elnöki posztját elvesztette, megbukott. A vagyona is elveszett. Luthor most egy pénztelen ember. A rendőrség is körözi.
Dacára a helyzetnek, azt le kell szögezni: Lex Luthor egy szuperzseni. Ő a világ egyik legokosabb embere. Most a háborúja Supermannel új szakaszába lépett. Lex Luthor többé már nem tud elbújni a törvény és a hatalma mögé. Most már hasznosítania kell eszességét és technológiai ismereteit, hogy felvehesse a harcot Supermannel.

## A szereplő egyéb médiában

### Christopher Reeve-féle Superman-filmek

Gene Hackman Lex Luthor szerepében a Superman II.-ben

A Christopher Reeve-féle filmekben Gene Hackman keltette életre a legendás rosszfiút. Mivel a filmek a képregény Byrne-féle újragondolása előtt készültek, így Lex Luthor alakja is a korai képregényekhez áll közelebb. A kopaszsága itt nem kapott akkora hangsúlyt, mint a képregényben és más feldolgozásokban, a történet szerint nagyrészt parókában volt látható. Az első epizódban Lex Luthor ördögi terve arra terjed ki, hogy elpusztítsa az Egyesült Államok teljes nyugati partját. Végül azonban Superman túljár az eszén és megakadályozza a gaztettet. Luthor börtönbe kerül. A második részben  kiszabadul a börtönből, és három kriptoni bűnöző segítségével ismét harcba száll a Föld feletti uralomért. A harmadik epizódban nem látjuk viszont (ugyanakkor a Robert Vaughn által alakított Ross Webster és az általa vezetett Webscoe cégcsoport bizonyos hasonlóságokat mutat a későbbi Byrne-féle képregények iparmágnás Lex Luthorjával és a LexCorppal). A negyedik részben Lex nukleáris fegyverekkel kíván hatalmat szerezni magának, ám Superman ismét diadalmaskodik.

### Lois & Clark: Superman legújabb kalandjai
Ebben a tévésorozatban John Shea játszotta el Lex Luthort. Az első évadban Clark Kent/Superman mindent megtett, hogy bebizonyítsa Lex aljasságát és korruptságát. Lex pedig rá akart jönni Superman gyengeségére. Az első évad végén Lex feleségül vette volna Lois Lane-t, időközben azonban fény derült bűnözői énjére. De nem akart börtönbe menni, ezért öngyilkos lett. A sorozat további alakulása során egy őrült doktornő, aki mániákusan szerelmes volt belé, visszahozta a halálból. A feltámadás folyamán Luthor elvesztette a haját. Ezt követően Superman-nek sikerült börtönbe küldenie őt. Onnan még egyszer visszatért, majd végül véglegesen megölték.

### Smallville
Lex Luthor szerepében a Smallville-ben A Smallville-ben Michael Rosenbaum jeleníti meg az ifjú Lex Luthort. Ebben a sorozatban Alexander Luthor gyermekkorát átszőtte egy sötét árnyék. Milliárdos apjával, Lionel Luthorral éppen az egyik smallville-i gazdaságukat látogatták meg, amikor a kis Lex elkóborolt, s egy búzamezőn érte a híres meteoreső. Halálközeli élmény volt. De a gyermek az életét nem, csak sűrű vörös haját vesztette el az incidens kapcsán.

### Superman visszatér
Az új Superman-filmben Kevin Spacey játssza el az elvetemült gonosztevőt. A börtönből szabadulva hatalmas vagyonra tesz szert, amikor kiforgat egy özvegyet a vagyonából. Majd elutazik a sarkkörre, ahol felfedezi a Magány Erődje építményét, a helyet, ahol Superman tudomást szerzett eredetéről, a helyet, mely a kriptoniak összes tudását rejti. Az innen szerzett kristályokból hatalmas, végtelen energiát szabadít fel, melynek segítségével új kontinenst akar létrehozni és elpusztítani Észak-Amerikát. Az ezt megakadályozni kívánó Supermant kis híján megöli. Azonban a szuperhős erejét megfeszítve közbelép és ismét megmenti a világot. Lex helikopterrel menekül el a helyszínről. Azonban kifogy az üzemanyag és egy lakatlan földdarabon reked élet- és bűntársával, Kitty-vel.